# Крекінг-установка Лонг-Сон
Крекінг-установка Лонг-Сон — підприємство нафтохімічної промисловості, яке споруджується на півдні В'єтнаму в провінції Барія-Вунгтау.
Потужність цієї першої в'єтнамської установки парового крекінгу (піролізу) запланована на рівні 1,1 млн тонн етилену та 0,55 млн тонн пропілену. В подальшому ці олефіни спрямовуватимуться на полімеризацію у поліетилен (950 тисяч тонн) та поліпропілен (470 тисяч тонн). Крім того, використовуючи етилен, вироблятимуть 400 тисяч тонн мономеру вінілхлориду (підприємство також продукуватиме необхідні для цього 280 тисяч тонн хлору).
Піролізна установка використовуватиме змішану сировину, при цьому газовий бензин та пропан планується імпортувати, а етан надходитиме від місцевої PetroVietnam. Комплекс матиме власний причал для обслуговування суден дедвейтом до 100 тисяч тонн.
Інвестором проекту вартістю понад 5 млрд доларів США виступила таїландська Siam Cement Group. Церемонія початку робіт відбулась взимку 2018 року, а введення у експлуатацію заплановане на 2023-й.